# Театральная улица (Кропивницкий)
Театральная улица — улица в Подольском районе города Кропивницкого, центральная улица города.
Пролегает от улицы Юрия Олефиренко до Большой Перспективной. Театральную улицу пересекают улицы Кавалерийская, Шульгиных, Владимира Панченко, Вячеслава Черновола.
На улице расположен музыкально-драматический театр, много памятников архитектуры, парк культуры и отдыха «Ковалёвский».

## История

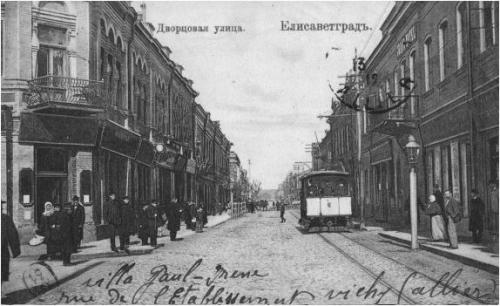
Дворцовая улица в начале XX века

До 1919 года на месте улицы Театральной находились две разные улицы. Во 2-й половине XVIII века возникает и застраивается улица Верхнедонская, простиравшаяся от Большой Перспективной до Большой Балки. Название происходило от расквартированных здесь эскадронов донских казаков.
В сентябре 1847 года император Николай I заложил первый камень под здание дворца для приема «высочайших особ», от которого (до улицы Большой Перспективной) и пролегла новая улица, названная Дворцовой. Украшением улицы был и Зимний театр.
В 1897 году по улице была проложена первая линия Елисаветградского трамвая.
25 марта 1919 большевики объединили улицы Дворцовую и Верхнедонскую под названием улицы Ленина.
Уже через несколько месяцев пришло время деникинской оккупации и название «Дворцовая» вернулось. Позже большевики снова переименовали улицу в честь Ленина. В 1941 году оккупировавшие Кировоград нацисты вернули улице историческое название, которое вновь было изменено после возвращения советской власти.
Первый, и теперь самый старый на этой улице, дом Г. В. Соколова-Бородкина (угол Театральной и Нейгауза), предводителя уездного дворянства. Дом построен в стиле классицизма по проекту А. М. Достоевского. В нём жили четыре поколения Соколовых-Бородкиных до самой революции. Мелиц Соколова-Бородкина покинула его в 1920 году. Напротив дома Соколова-Бородкина находился театральный отель «Версаль» (ныне музыкально-педагогический факультет КГПУ им. Владимира Винниченко), построенный в 50-е годы XIX века в стиле неоклассицизма, также по проекту Андрея Достоевского. Данный дом тоже принадлежал Соколовым-Бородкиным.
27 октября 2011 сессия Кировоградского городского совета, вместе с переименованием ещё трех улиц города, переименовала улицу Ленина в Дворцовую . Переименованию предшествовали протесты профессорско-преподавательского состава филологического факультета КГПУ, которые указывали на то, что слово «Дворцовая» является суржиком и предлагали переименовать улицу в «Театральную». В результате историческое название было возвращено лишь части улицы — от улицы Фрунзе до улицы Кропивницкого, а от улицы Кропивницкого до улицы Светлой осталось старое название — улица Ленина. В 2016 году отрезок улицы от Большой Перспективной до Кропивницкого был объединён с улицей Ленина и переименован в улицу Архитектора Паученко.
В 2022 году улица была переименована в Театральную.

## Галерея

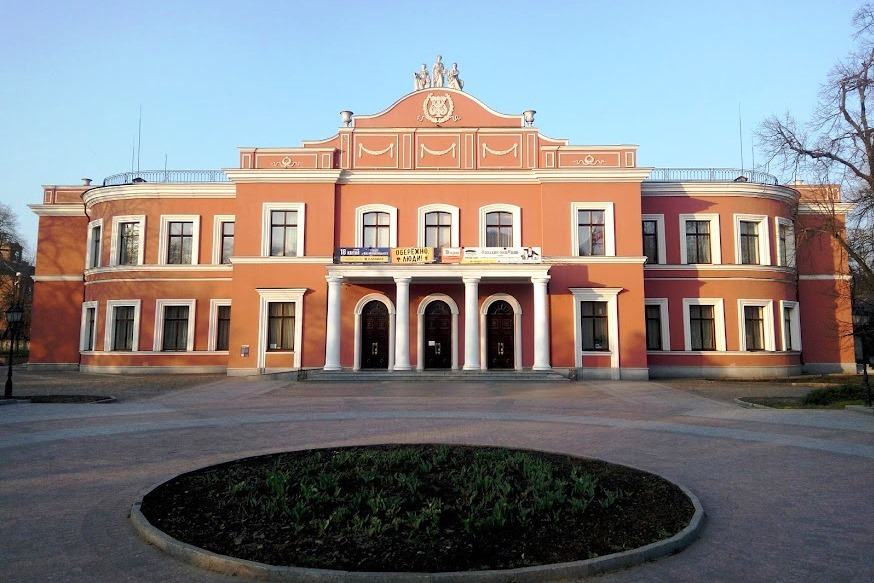
Театральная 4. Кировоградский украинский академический музыкально-драматический театр им. М. Л. Кропивницкого
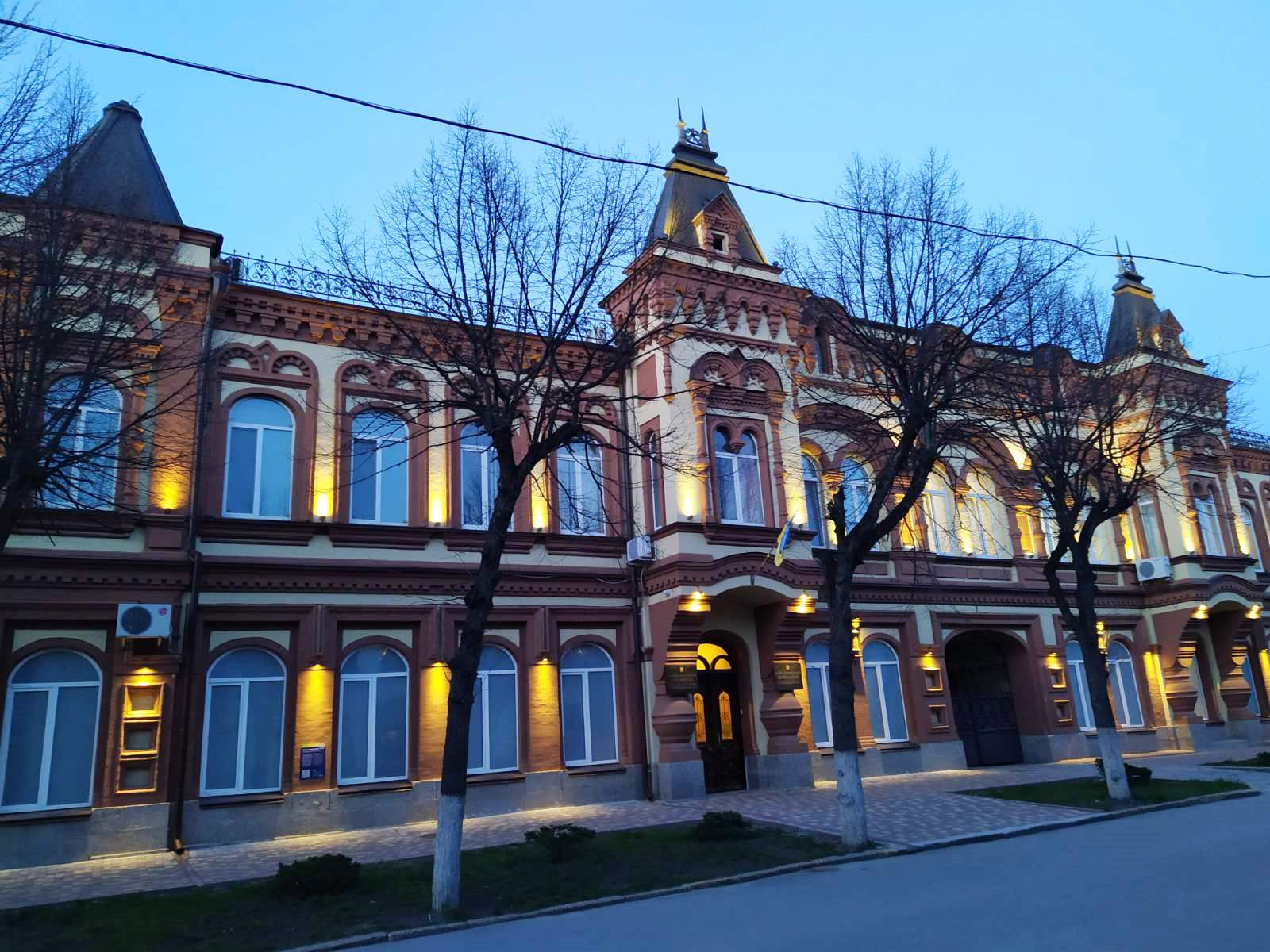
Театральная 9. Здание СБУ
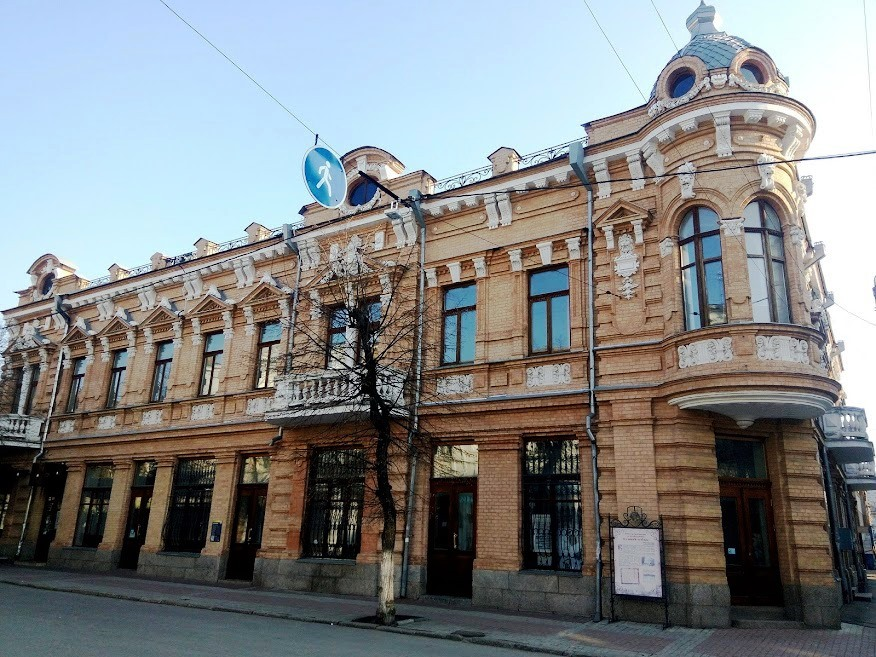
Театральная 15/6. Кировоградская областная библиотека для юношества
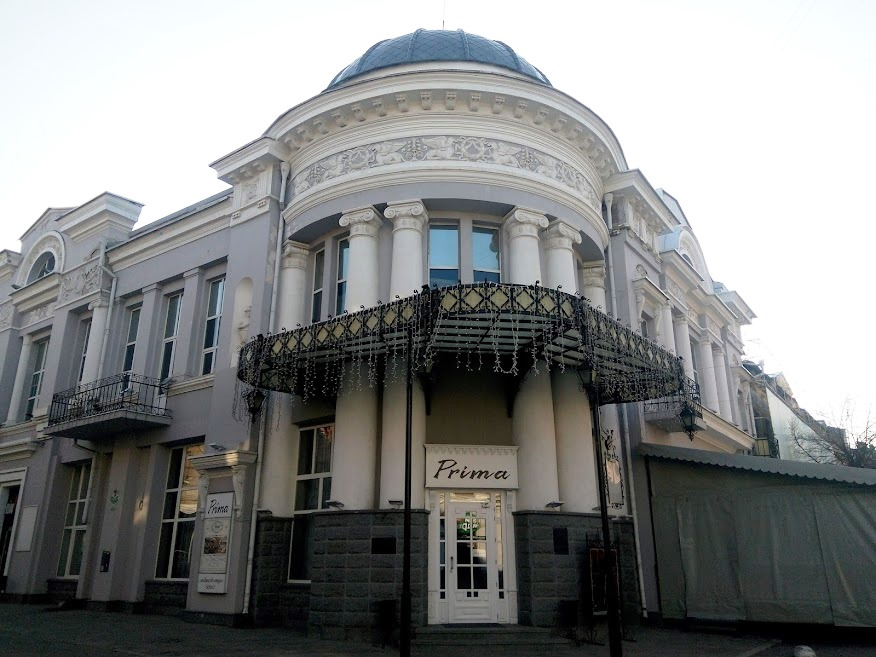
Театральная 17/7. Ресторан "Prima"
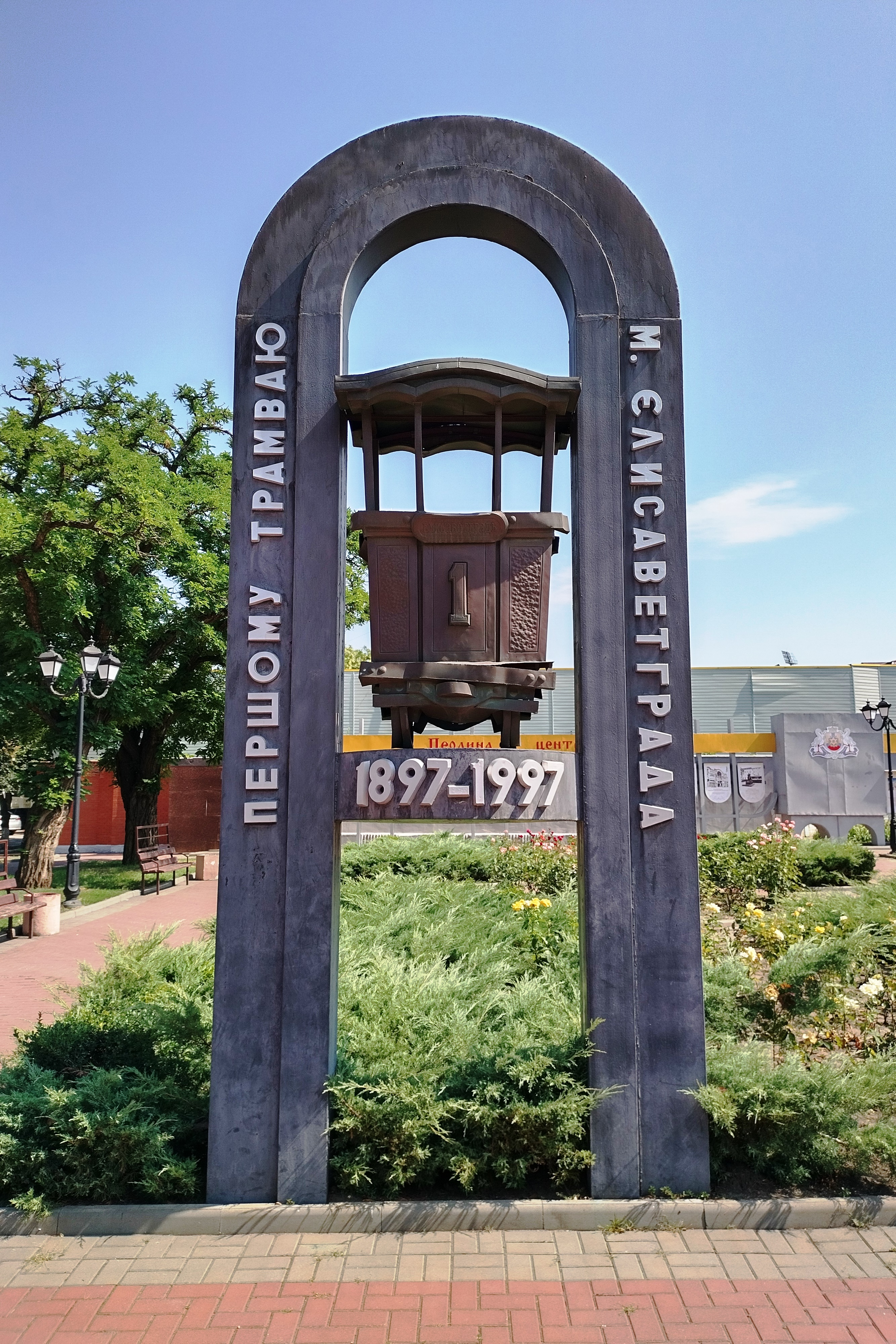
Памятник первому трамваю г. Елисаветграда
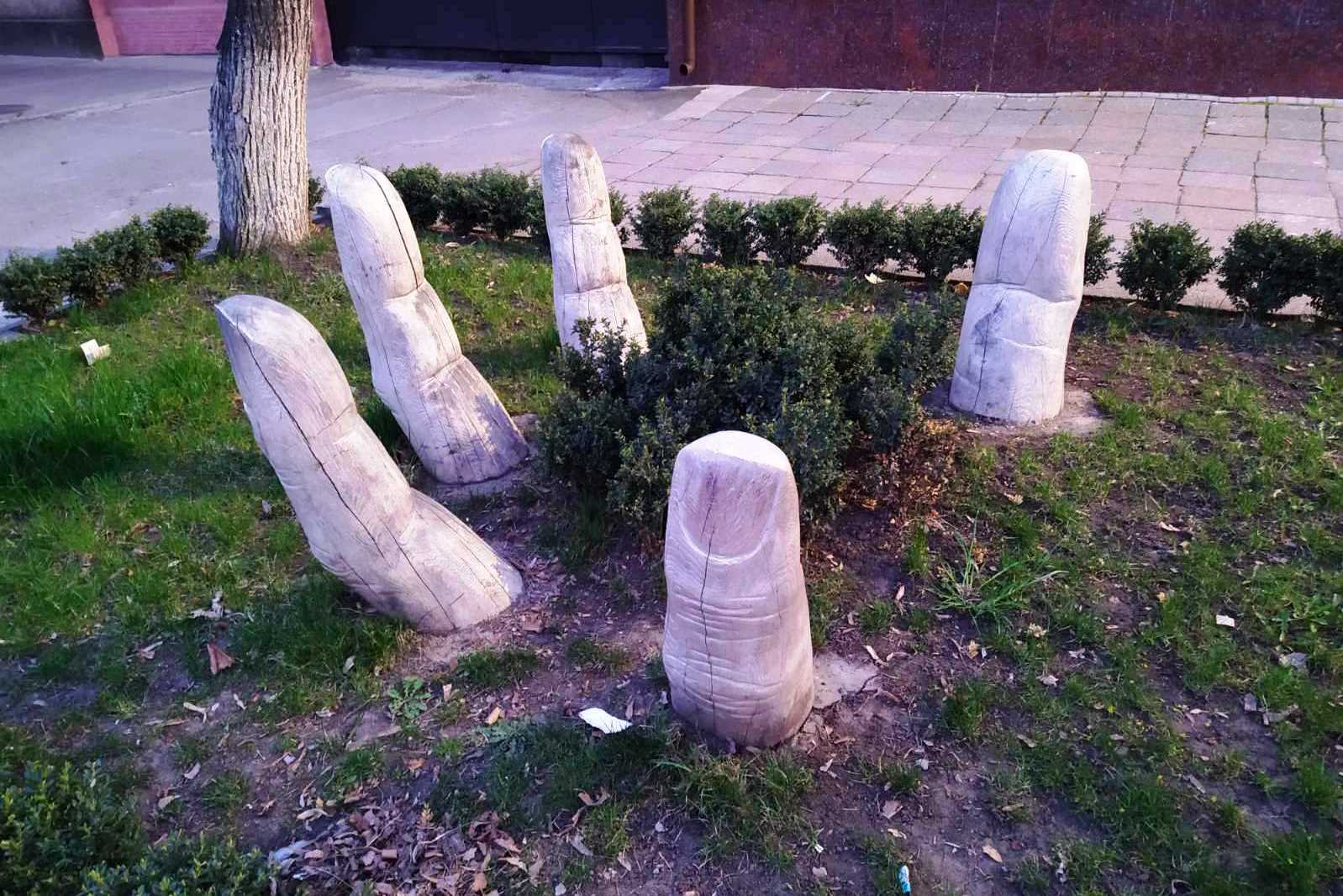
Арт-объект "Пальцы"